# Maria Harms
Maria Harms († 1593 in Bonn) war das erste namentlich bekannte Opfer der Hexenverfolgung, das in Bonn verbrannt wurde.

## Prozess
Ihre Güter wurden zunächst konfisziert, was später als unrechtmäßig festgestellt wurde. Denn sie bezog nur eine Leibrente. Deshalb musste der Kurstaat ihre Güter zurückgeben und für die Hinrichtungskosten aufkommen. Wörtlich heißt es dazu in den Bonner Hofratsprotokollen vom 9. Januar 1594: „Mergh (= Maria) Harms verbrente zeubersche zu Bon. Die guter lassen pleiben in dem standt wie zuvorn gewesen sein, den herrn rheete etc. wolle ... eines anderst berichten, ... ist nit befugt gewesen (die mutter hex blos leibzuchterin gewesen) ire guter zu confistiren.“

## Hinrichtung
Sie war die erste namentlich bekannte Frau, die in Bonn als Hexe verbrannt wurde. Für das Jahr ihrer Hinrichtung (1593) sind insgesamt drei Hexenprozesse in der Stadt bekannt.
Der zu der Zeit ihrer Verbrennung übliche Ort für die Hinrichtung war die Bonner Gerichtsstätte „auf der Höhe“, der heutigen Josefshöhe.

## Belege
1. 1 2 3  Josef Niesen: Bonner Personenlexikon. 2. Auflage. Bouvier, Bonn 2008, ISBN 978-3-416-03180-6, S. 133.

| Personendaten    | Personendaten                        |
| ---------------- | ------------------------------------ |
| NAME             | Harms, Maria                         |
| KURZBESCHREIBUNG | deutsche Frau, als Hexe hingerichtet |
| GEBURTSDATUM     | 16. Jahrhundert                      |
| STERBEDATUM      | 1593                                 |
| STERBEORT        | Bonn                                 |